# Meervoudige belichting

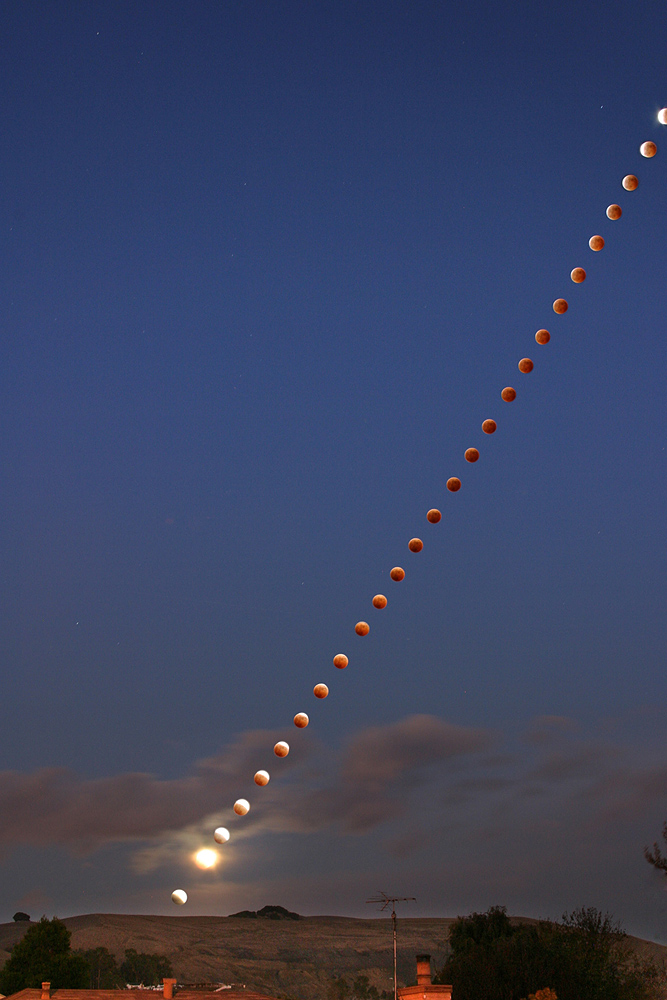
Meervoudige belichting van een maansverduistering

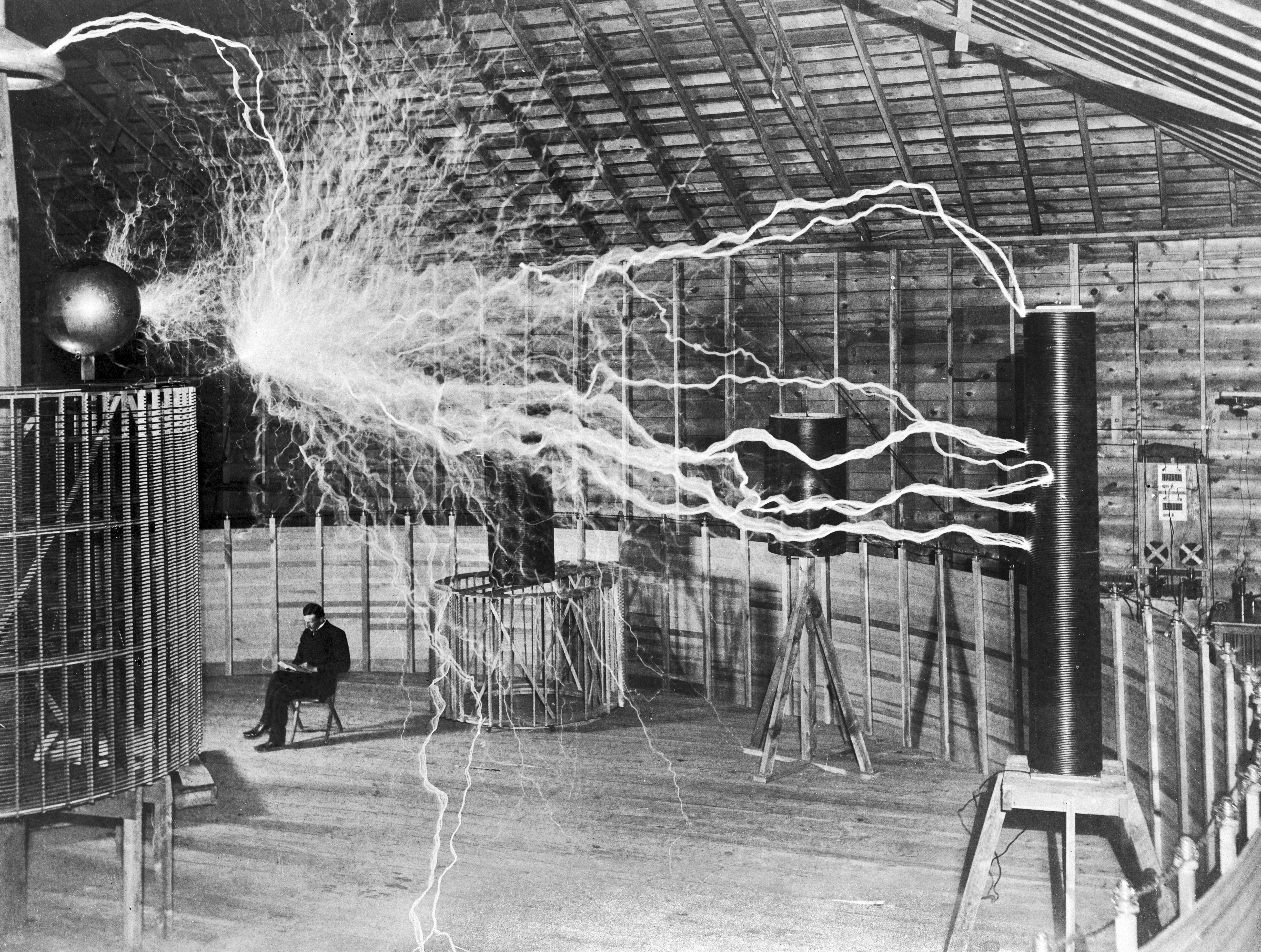
Toepassing van dubbele belichting in de fotografie uit 1899, bestaande uit 2 foto's: een van het experiment op de voorgrond en een van de lezende Nikola Tesla op de achtergrond

Meervoudige belichting is een film- en fotografietechniek waarbij twee of meer afzonderlijke gemaakte beelden op één film of foto samengevoegd worden.
Bij film wordt een bepaalde scène gefilmd terwijl men een deel van de lens bedekt. Daardoor zal een deel van de filmrol niet belicht worden. Op een gegeven moment stopt men met filmen en spoelt men de film terug. Dan filmt men een andere scène, maar nu wordt het andere deel van de camera bedekt. Op deze manier krijgt men een stuk film waarop beide scènes staan.
Een voorbeeld: iemand ligt links in beeld te slapen en zijn droom wordt rechts in beeld getoond.